# Les Fleurs du mal
Les Fleurs du mal (Syndens blomster, Helvedsblomsterne eller Ondskabens blomster) er en digtsamling af Charles Baudelaire udgivet i 1857.
Grundtonen slås an allerede fra første digt, der er tilegnet læseren ("Au lecteur"). 
Her drages læseren ind det moralske morads, som digteren tynges dybere og dybere ned i, jo længere digtsamlingen skrider fremad. 
Samlingen lægger ud med digterens tro på en mulig flugt fra verdens lidelser og ondskab (for eksempel "Elévation", "Correspondances") ved at sjælen transporteres vertikalt og horisontalt. 
Senere i digtsamlingen synker digterjeget ned i den dybeste misere af både eksistentiel, moralsk og psykisk art. 
En mulig, men flygtig flugt fra armoden findes i indtagelsen af alskens rusmidler.
Bogen blev en skandalesucces og myndighederne forbød syv af versene pga. usædelighed og blasfemi. Forfatter og forlægger blev idømt bøder og dommen blev først ophævet i 1949.
På dansk findes digtene i to oversættelser: Syndens Blomster (1921) ved Sigurd Swane og Helvedsblomsterne (1997) ved Peter Poulsen.